# L'Assaut des jeunes loups
 (février 2015).
Si vous disposez d'ouvrages ou d'articles de référence ou si vous connaissez des sites web de qualité traitant du thème abordé ici, merci de compléter l'article en donnant les références utiles à sa vérifiabilité et en les liant à la section « Notes et références ».
L'Assaut des jeunes loups (Hornets' Nest) est un film de guerre italo-américain réalisé par Phil Karlson et Franco Cirino, sorti en 1970.

## Synopsis
En 1943, un petit village italien est décimé de ses habitants adultes par les Nazis, ainsi qu'un commando de parachutistes américains venu les secourir. Uniques survivants, le Capitaine Turner et les enfants du village (majoritairement adolescents et pré-adolescents) s'allient pour se venger et fuir le secteur. Avec le massacre de leurs parents sous leurs yeux, les enfants perdent leur innocence et forment alors un commando avec le Capitaine Turner. Une femme médecin engagée de force par la Gestapo, se retrouve incluse dans le groupe. Cette dernière fait tout son possible pour convaincre Turner d'abandonner ses projets avec les enfants, en mettant en évidence qu'ils ne doivent pas perdre le peu d'innocence qui leur reste. Mais il sera déjà trop tard, le Capitaine Américain et les enfants, rongés par la haine, mettent en place des plans d'attaques d'une ampleur immensurable (comprenant armes, grenades, explosifs, volés à l'armée allemande) pour décimer à 100% tous les militaires Allemands du secteur, et réduire à néant leur plus gros QG dans la région. Turner a comme second Aldo, un adolescent qui est le meneur des autres jeunes. Le militaire se prend d'affection pour le garçon qui se montre d'une étonnante efficacité. Mais derrière la force du jeune Aldo, se cache un grand désordre psychologique depuis le drame, et l'adolescent se révèle sans doute le plus fragile du groupe, en paradoxe de son tempérament de meneur et lance une vengeance pour faire justice contre les boches lui-même et les décimer les uns après les autres.

## Fiche technique
- Réalisateurs :  Phil Karlson et Franco Cirino
- Genre : Film de guerre
- Public : Tout public

## Distribution
- Rock Hudson (VF : Jean-Pierre Duclos) : Turner
- Sylva Koscina (VF : Perrette Pradier) : Docteur Bianca
- Sergio Fantoni (VF : Marc Cassot) : Von Hecht
- Giacomo Rossi-Stuart (VF : Claude Bertrand) : Schwalberg
- Jacques Sernas : Major Taussig
- Mark Colleano : Aldo
- Mauro Gravina : Carlo
- John Fordyce : Dino
- Giuseppe Cassuto : Franco
- Amedeo Castracane : Tonio
- Giancarlo Colombaioni : Romeo
- Ronald Colombaioni : Mikko
- Valerio Colombaioni : Arturo
- Giuseppe Coppola : Rico
- Luigi Criscuolo : Paolo
- Gaetano Danaro : Umberto
- Vincenzo Danaro : Silvio
- Daniel Dempsey : Giorgio
- Anna-Luisa Giacinti : Maria
- Daniel Keller : Tekko
- Mauro Orsi : Luigi
- Maurizio-Fabrizio Tempio : Mario
- Jean Valmont : Scarpi
- Rod Dana : Colonel US
- Tom Felleghy (VF : René Bériard) : Colonel Jannings
- Andrea Bosic : Général Von Kleber
- Andrea Esterhazy : Général Dohrmann
- Mino Doro (VF : Louis Arbessier) : Docteur italien
- Gérard Herter : Capitaine Kreuger
- Jacques Stany : Ehrlich
- Hardy Stuart : Gunther
- Marco Gobbi : Hermann
- Max Turilli : Colonel Weede